# Basic COCOMO
Basic COCOMO è una forma del modello Cocomo. Il Cocomo può essere applicato a tre classi di progetti software adattabili ad altrettante tipologie progetti software.
- progetti Organic - sono relativamente piccoli, semplici progetti software nei quali piccoli team con buone esperienze lavorano a un insieme di rigidi requisiti.
- progetti Semi-detached - sono nel mezzo delle tre tipologie (sia per dimensione che per complessità) si adattano a progetti software nei quali team con esperienze medie lavora su requisiti di livello medio.
- progetti Embedded - sono progetti software che devono essere sviluppati con un hardware ristretto e con costrizioni software e operazionali.

L'equazione di base del Cocomo ha la forma seguente
E=ab(KNCSS)bb
D=cb(E)db
P=E/D
dove E è lo sforzo applicato mesi-persona, D è il tempo di sviluppo in mesi, KNCSS (Kilo Non Commentary Source Statement) è il numero di istruzioni del linguaggio sorgente con esclusione dei commenti (espresse in migliaia), e P è il numero di persone richieste. I coefficienti ab, bb, cb e db sono ricavabili dalla tabella che segue.
```
   Progetto software    
a
b
       
b
b
      
c
b
       
d
b

  
   Organic             2.40     1.05    2.50     0.38
   Semi-detached       3.00     1.12    2.50     0.35
   Embedded            3.60     1.20    2.50     0.32
```

Il Basic Cocomo può essere utilizzato per stime veloci ma grezze del costo del software, ma la sua accuratezza è necessariamente limitata in quanto manca di fattori che tengano conto di differenze per l'hardware, la qualità del personale e la sua esperienza, l'uso di strumenti moderni, e altri attributi di progetto di cui è risaputa l'influenza sul costo del software.